# Hermann Leitenstorfer
Hermann Leitenstorfer (* 7. November 1886 in Würzburg; † 5. November 1972 in München) war ein deutscher Architekt, Baubeamter und Hochschullehrer. Mit verschiedenen Entwürfen für städtische Bauten und in seiner Funktion als Stadtbaurat war er zwischen 1920 und 1950 maßgeblich an zahlreichen Bauten in München beteiligt. Das von ihm geplante städtische Hochhaus war das erste Hochhaus der Stadt.

## Leben
Leitenstorfer war der Sohn eines Militärarztes. Ab 1904 studierte er Architektur an der Technischen Hochschule München. Nach Abschluss des Studiums arbeitete er ab 1908 als Praktikant bei Gabriel von Seidl an dessen Entwürfen für das Deutsche Museum mit. Später unterstützte er Friedrich von Thiersch bei dessen Arbeiten für den Erweiterungsbau des Palais Bernheimer. Schließlich kehrte er 1912 an die Technische Hochschule München zurück und wurde dort Assistent von Theodor Fischer.
Erste eigene Projekte entstanden ab 1918 nach dem Gewinn des Architekturwettbewerbs für den Neubau der Pfarrkirche St. Martin in Moosach. Die Realisierung seines Entwurfs in vereinfachter Form begleitete er in den Jahren 1922 und 1923. Ab 1920 war Leitenstorfer im Hochbauamt der Stadt München tätig, wo er 1928 in der Nachfolge von Hans Grässel zum Leiter der Abteilung I aufstieg. In dieser Zeit realisierte Leitenstorfer zahlreiche städtische Bauten. Nach seinen Plänen entstanden unter anderem das Städtische Leihamt, der Friedhof am Perlacher Forst (beide in Zusammenarbeit mit Fritz Beblo), die Urnenhalle des Ostfriedhofs und der Erweiterungsbau des Münchner Stadtmuseums.
Sein bedeutendstes Werk schuf er mit dem städtischen Hochhaus in München, das in den Jahren 1924 bis 1929 am südlichen Rand der historischen Altstadt realisiert wurde. Für die Idee eines gemeinsamen Verwaltungsgebäudes aller technischen Ämter der Stadt entwarf er einen funktionalen, zwölfgeschossigen, mit Ziegelsteinen verblendeten Bau. Das erste Hochhaus Münchens gilt heute als letztes erhaltenes Zeugnis aus der Anfangszeit moderner Architektur.
1947 schied Leitenstorfer aus dem Hochbauamt aus und wurde zunächst Stadtbaurat. Bereits ein Jahr später nahm er einen Lehrauftrag an der Technischen Hochschule München an, an der er 1950 zum Professor für Entwerfen, Sakralbau und Denkmalpflege berufen wurde. 1955 wurde er emeritiert. Am 5. November 1972, kurz vor Vollendung seines 86. Lebensjahres, verstarb Hermann Leitenstorfer in München und wurde auf dem Münchner Nordfriedhof beigesetzt.

## Werk (Auswahl)

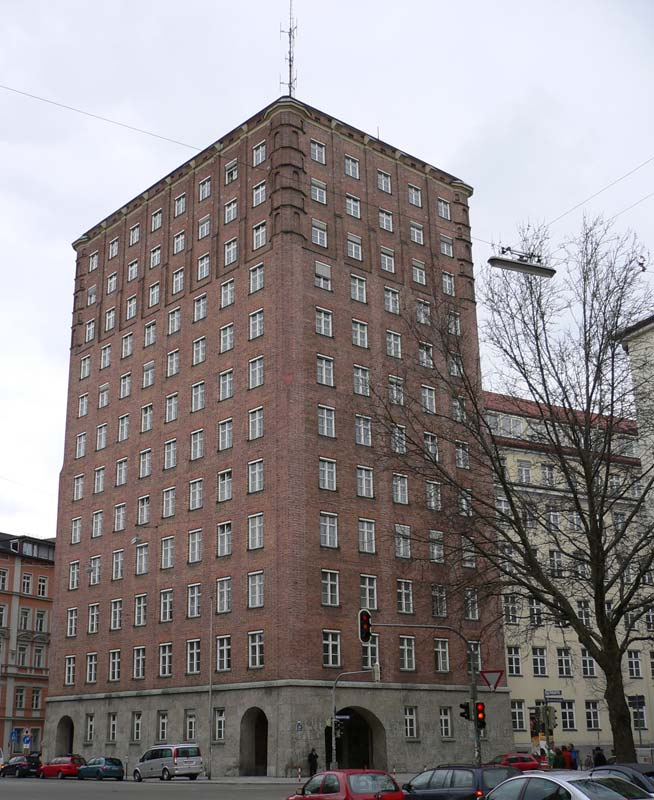
Altes Technisches Rathaus der Stadt München

- Pfarrkirche St. Martin in Moosach (1922–1923)
- städtisches Hochhaus in München (1924–1929)
- Kraftwerk Süd in München (1925–1930)
- Kraftwerk Uppenborn 1 in Moosburg an der Isar (1928–1930)
- Erweiterung des St.-Anna-Gymnasiums in München (1933)
- Städtisches Leihamt in München (1929–1931)
- Friedhof am Perlacher Forst in München (1929–1932)
- Erweiterung des Münchner Stadtmuseums (1930–1931)
- St.-Anastasia-Kapelle auf dem Waldfriedhof in München (1932)
- Urnenhalle auf dem Ostfriedhof in München (1932–1933)
- Erweiterung der Volksschule an der Führichstraße in München (1933)
- Volksschule an der Ostpreußenstraße in Englschalking (1934–1937)
- Wiederaufbau der Gewerbeschule an der Pranckhstraße in München (1949–1952)
- Fassadengestaltung beim Wiederaufbau des Neuen Rathauses in München (1950–1951)

## Auszeichnungen
- 1959: Bayerischer Verdienstorden